# نیولا
انیولا آکینبو (؛ متولد ۹ دسامبر ۱۹۸۵) که به‌طور حرفه ای با نام نیولا شناخته می‌شود، خواننده، ترانه‌سرا، مجری و بازیگر نیجریه ای است.
آکینبو در ۹ دسامبر ۱۹۸۵ در لاگوس، نیجریه به دنیا آمد. او ده خواهر و برادر داشت و کوچک‌ترین فرزند خانواده بود. نیولا در سال ۲۰۰۰ در مسابقات Amen Starlet نایب قهرمان شد.

## آهنگ‌شناسی
- نیولا (۲۰۰۸)

## فیلم‌شناسی
- پرستو (۲۰۲۱)[۳]

## جوایز و نامزدها
| سال  | مراسم اهدای جوایز   | نتیجه     |
| ---- | ------------------- | --------- |
| ۲۰۱۳ | سرها                | نامزد شده |
| ۲۰۱۳ | جوایز سرگرمی نیجریه | نامزد شده |
| ۲۰۱۴ | جوایز سرگرمی نیجریه | نامزد شده |